# Lespedeza japonica
Lespedeza japonica är en ärtväxtart som beskrevs av Liberty Hyde Bailey. Lespedeza japonica ingår i släktet Lespedeza och familjen ärtväxter. Inga underarter finns listade i Catalogue of Life.